# Флаг Сорокинского района
Флаг муниципального образования Соро́кинский муниципальный район Тюменской области Российской Федерации.
Ныне действующий флаг утверждён 24 апреля 2009 года и внесён в Государственный геральдический регистр Российской Федерации с присвоением регистрационного номера 4944.
Флаг является официальным символом Сорокинского муниципального района.

## Описание
«Прямоугольное полотнище зелёного цвета с отношением ширины к длине 2:3, несущее у древка белую полосу шириной в 1/6 от длины полотнища, по центру которой изображены три синих с жёлтыми сердцевинами цветка льна один над другим, по центру зелёной части полотнища помещено изображение бычьей головы, окружённой расходящимися колосьями, выполненное жёлтым и белым цветами.
Обратная сторона зеркально воспроизводит лицевую».

## История
Решением думы Сорокинского муниципального района от 24 апреля 2009 года № 7 были признаны утратившими силу три предыдущих решения о символике района:
- Решение Думы объединённого муниципального образования Сорокинский район от 30.12.2002 № 44;
- Решение Думы объединённого муниципального образования Сорокинский район от 29.11.2004 № 56;
- Решение Думы Сорокинского муниципального района от 04.08.2006 № 71.[1]